# Morti il 16 novembre
| Questa pagina contiene informazioni ricavate automaticamente dalle voci biografiche con l'ausilio del template Bio e di un bot. L'aggiornamento è periodico e automatico e ricostruisce completamente la pagina. Se manca una persona in questa lista, sei pregato di non aggiungerla, ma accertati piuttosto che la sua voce biografica contenga il template Bio e che i dati anagrafici siano correttamente compilati. Se il template Bio manca, inseriscilo tu stesso o, in alternativa, metti l'avviso {{tmp\|Bio}} che ne segnala la mancanza. Se i dati riportati sono sbagliati, correggi direttamente la voce biografica; le modifiche saranno visibili in questa lista entro pochi giorni. Per chiarimenti vedi il progetto biografie. La lista contiene solo le 489 persone che sono citate nell'enciclopedia e per le quali è stato implementato correttamente il template Bio. Pagina aggiornata al 9 ago 2025. |

## IV secolo(1)
- 393 - Proculo, politico romano

## VIII secolo(1)
- 759 - Otmar di San Gallo, abate e missionario svizzero (n. 689)

## XI secolo(3)
- 1005 - Alfrico, arcivescovo inglese
- 1093 - Margherita di Scozia, regina e santa (n. 1045)
- 1093 - Edoardo di Scozia, principe scozzese

## XII secolo(2)
- 1131 - Irene di Kiev, imperatrice bizantina
- 1140 - Simeone, abate italiano

## XIII secolo(5)
- 1240 - Edmondo di Canterbury, religioso, arcivescovo cattolico e santo inglese (n. 1170)
- 1240 - Ibn Arabi, filosofo, mistico e poeta arabo (n. 1165)
- 1253 - Agnese d'Assisi, badessa italiana (n. 1197)
- 1272 - Enrico III d'Inghilterra, re (n. 1207)
- 1277 - Engelberto I, conte di Mark, nobile tedesco

## XIV secolo(4)
- 1322 - Abu l-Juyush Nasr, sultano (n. 1287)
- 1323 - Federico I di Meißen, nobile (n. 1257)
- 1327 - Walter Reynolds, arcivescovo cattolico e politico britannico
- 1388 - Pierre de Cros, vescovo e abate francese

## XV secolo(2)
- 1464 - Giovanni l'Alchimista, nobile tedesco (n. 1406)
- 1494 - Theda Ukena, nobildonna tedesca (n. 1432)

## XVI secolo(10)
- 1508 - Lodovico Contarini, patriarca cattolico italiano
- 1548 - Gaspare Crucigero, teologo tedesco (n. 1504)
- 1548 - Bernardino Martirano, poeta e politico italiano (n. 1490)
- 1572 - Carlo Manfredi Luserna d'Angrogna, militare italiano
- 1580 - Maria Giacomina di Baden, nobile tedesca (n. 1507)
- 1585 - Gerald FitzGerald, XI conte di Kildare, nobile irlandese (n. 1525)
- 1585 - Giulio Superchio, vescovo cattolico italiano
- 1592 - Francesco Duodo, ammiraglio italiano (n. 1518)
- 1596 - Akizuki Tanezane, militare giapponese (n. 1548)
- 1600 - Itō Suketaka, militare giapponese (n. 1559)

## XVII secolo(15)
- 1603 - Pierre Charron, filosofo e teologo francese (n. 1541)
- 1606 - Alderano Cybo-Malaspina, nobile italiano (n. 1552)
- 1612 - William Stafford, nobile e agente segreto inglese (n. 1554)
- 1615 - Prospero Podiani, letterato, umanista e bibliotecario italiano
- 1618 - Ottavio Belmosto, cardinale e vescovo cattolico italiano (n. 1559)
- 1625 - Sofonisba Anguissola, pittrice italiana (n. 1532)
- 1628 - Paolo Quagliati, compositore e organista italiano (n. 1555)
- 1645 - Diodorus Tuldenus, giurista olandese (n. 1590)
- 1655 - Innocenzo da Caltagirone, presbitero e religioso italiano (n. 1589)
- 1660 - Enrichetta di Lorena, principessa (n. 1605)
- 1661 - Alessandro Tadino, medico italiano (n. 1580)
- 1677 - Giovan Tommaso Perrone, vescovo cattolico italiano (n. 1602)
- 1685 - Jean Juchereau De La Ferté, funzionario francese (n. 1620)
- 1687 - Gaspar Méndez de Haro, politico e collezionista d'arte spagnolo (n. 1629)
- 1695 - Pierre Nicole, filosofo e teologo francese (n. 1625)

## XVIII secolo(28)
- 1704 - Basilio Brollo, religioso, missionario e sinologo italiano (n. 1648)
- 1706 - Godfried Schalcken, pittore olandese (n. 1643)
- 1714 - Alessandro Benedetto Sobieski, nobile, diplomatico e religioso polacco (n. 1677)
- 1716 - Pierre Le Pautre, architetto, disegnatore e incisore francese (n. 1652)
- 1717 - Manuel Arias y Porres, cardinale e arcivescovo cattolico spagnolo (n. 1638)
- 1720 - Mateo de la Mata Ponce de León, spagnolo
- 1724 - Jack Sheppard, criminale britannico (n. 1702)
- 1726 - Philip Michael Ellis, vescovo cattolico inglese (n. 1652)
- 1726 - Bernardino Scotti, cardinale italiano (n. 1656)
- 1729 - Alessandro Specchi, architetto e incisore italiano (n. 1666)
- 1739 - Harry Grey, III conte di Stamford, nobile britannico (n. 1685)
- 1745 - James Butler, II duca di Ormonde, militare e politico irlandese (n. 1665)
- 1745 - Johann Lucas von Hildebrandt, architetto austriaco (n. 1668)
- 1749 - Angelo Felice Capelli, matematico e astronomo italiano (n. 1681)
- 1750 - Johann Georg von Königsfeld, politico austriaco (n. 1679)
- 1751 - George Graham, orologiaio e inventore inglese (n. 1673)
- 1756 - Isacco Lampronti, rabbino, medico e filosofo italiano (n. 1679)
- 1757 - Giovanni Giacomo Millo, cardinale italiano (n. 1695)
- 1766 - Dominikus Zimmermann, architetto tedesco (n. 1685)
- 1767 - Giovanni Battista Pittoni, pittore italiano (n. 1687)
- 1768 - Hans von Lehwaldt, generale prussiano (n. 1685)
- 1770 - John Taylor, medico inglese (n. 1703)
- 1779 - Thomas Chippendale, ebanista e designer inglese (n. 1718)
- 1779 - Pehr Kalm, naturalista, botanico e esploratore svedese (n. 1716)
- 1780 - Louis César de La Baume Le Blanc de La Vallière, militare francese (n. 1708)
- 1785 - Johan Gottschalk Wallerius, chimico e mineralogista svedese (n. 1709)
- 1794 - Rudolf Erich Raspe, scrittore, scienziato e bibliotecario tedesco (n. 1736)
- 1797 - Federico Guglielmo II di Prussia, re (n. 1744)

## XIX secolo(65)
- 1806 - Moses Cleaveland, militare e politico statunitense (n. 1754)
- 1807 - Zheng Yi, pirata cinese (n. 1765)
- 1808 - Enevold de Falsen, giurista, poeta e attore teatrale norvegese (n. 1755)
- 1808 - Tommaso Maria Gabrini, matematico italiano (n. 1726)
- 1812 - Cosimo Del Fante, ufficiale italiano (n. 1781)
- 1812 - Ignazio IV Sarrouf, vescovo cattolico e patriarca cattolico siriano (n. 1742)
- 1812 - John Walter, imprenditore britannico (n. 1738)
- 1814 - John Stuart, I marchese di Bute, nobile e diplomatico scozzese (n. 1744)
- 1814 - Giuseppe Maggiolini, ebanista italiano (n. 1738)
- 1817 - William Shepard, generale e politico statunitense (n. 1737)
- 1818 - Roberto Costaguti, vescovo cattolico, umanista e oratore italiano (n. 1732)
- 1820 - Jean-Lambert Tallien, politico, rivoluzionario e militare francese (n. 1767)
- 1827 - Dovber Schneuri, rabbino, mistico e scrittore russo (n. 1773)
- 1831 - Carl von Clausewitz, generale e scrittore prussiano (n. 1780)
- 1831 - René Louiche Desfontaines, botanico francese (n. 1750)
- 1831 - Teodoro Matteini, pittore e restauratore italiano (n. 1754)
- 1831 - Augusta di Reuss-Ebersdorf, contessa (n. 1757)
- 1832 - Giovanni Vincenzo Auna, magistrato italiano (n. 1756)
- 1835 - Louis Angely, commediografo, attore teatrale e regista tedesco (n. 1787)
- 1835 - Matteo Tondi, scienziato e mineralogista italiano (n. 1762)
- 1836 - Christian Hendrik Persoon, botanico e micologo sudafricano (n. 1761)
- 1837 - Giorgio Doria Pamphilj Landi, cardinale italiano (n. 1772)
- 1841 - Emmanuel Théaulon, poeta, drammaturgo e librettista francese (n. 1787)
- 1849 - Étienne-Barthélémy Garnier, pittore francese (n. 1759)
- 1850 - Théodore Mozin, compositore francese (n. 1818)
- 1850 - Ludovico Luigi Ugolini, arcivescovo cattolico italiano (n. 1777)
- 1854 - Marcellin Marbot, generale francese (n. 1782)
- 1854 - Juan Mora Fernández, politico costaricano (n. 1784)
- 1857 - George Gliddon, egittologo inglese (n. 1809)
- 1857 - Christian Gottlob Kayser, editore tedesco (n. 1782)
- 1858 - Lázár Mészáros, generale ungherese (n. 1796)
- 1859 - George R. Gilmer, politico statunitense (n. 1790)
- 1861 - Georg Freytag, filologo e arabista tedesco (n. 1788)
- 1861 - Luigi Provana di Collegno, politico italiano (n. 1786)
- 1862 - William Ballard Preston, politico statunitense (n. 1805)
- 1864 - Francesco Colombani, politico italiano (n. 1813)
- 1865 - Alfred von Neipperg, generale e politico austriaco (n. 1807)
- 1865 - Dumanoir, drammaturgo francese (n. 1806)
- 1865 - Gaetano Sanseverino, presbitero, teologo e filosofo italiano (n. 1811)
- 1873 - Raffaele Petra, nobile e scrittore italiano (n. 1798)
- 1876 - Karl von Baer, biologo, geografo e geologo tedesco (n. 1792)
- 1876 - Kazasker Mustafa Izzet Efendi, compositore ottomano (n. 1801)
- 1877 - Karl Ludwig von Littrow, astronomo austriaco (n. 1811)
- 1878 - Domenico Chelini, presbitero e matematico italiano (n. 1802)
- 1878 - Đura Jakšić, scrittore e pittore serbo (n. 1832)
- 1878 - Manuel Pardo, politico peruviano (n. 1834)
- 1878 - Charles Vilain XIIII, politico belga (n. 1803)
- 1879 - Giovanni Battista Cella, patriota italiano (n. 1837)
- 1879 - Carlo Giuseppe Benedetto Mercy d'Argenteau, arcivescovo cattolico e diplomatico belga (n. 1787)
- 1880 - Johann von Dumreicher, chirurgo austro-ungarico (n. 1815)
- 1880 - Alfred Guillard, pittore e museologo francese (n. 1810)
- 1880 - Aleksandr Aleksandrovič Kvjatkovskij, rivoluzionario russo (n. 1853)
- 1883 - Giovanni Battista Ercolani, medico, veterinario e politico italiano (n. 1817)
- 1885 - Louis Riel, politico canadese (n. 1844)
- 1887 - Adolphe Le Flô, generale e politico francese (n. 1804)
- 1887 - Fran Levstik, scrittore sloveno (n. 1831)
- 1888 - Vincenzo Duplancich, giornalista, scrittore e politico italiano (n. 1818)
- 1889 - Sergej Nikolaevič Bobochov, rivoluzionario russo (n. 1858)
- 1891 - Joseph von Döpfner, generale austriaco (n. 1825)
- 1892 - Jules Johannard, attivista francese (n. 1843)
- 1893 - Carlo Ponti, fotografo e ottico svizzero (n. 1820)
- 1897 - Giovan Battista Bottero, giornalista e politico italiano (n. 1822)
- 1899 - Pier Ambrogio Curti, scrittore, storico e patriota italiano (n. 1819)
- 1899 - Vincas Kudirka, poeta lituano (n. 1858)
- 1899 - Francesco Tenerelli, politico italiano (n. 1839)

## XX secolo(224)
- 1902 - Pietro Bracci, poeta, scrittore e politico italiano (n. 1864)
- 1902 - George Alfred Henty, scrittore britannico (n. 1832)
- 1902 - Edoardo di Sassonia-Weimar-Eisenach, militare tedesco (n. 1823)
- 1903 - Camillo Sitte, architetto, urbanista e pittore austriaco (n. 1843)
- 1906 - Sophie Leeves, religiosa inglese (n. 1823)
- 1906 - Teofilo Patini, pittore italiano (n. 1840)
- 1907 - Roberto I di Parma, duca (n. 1848)
- 1909 - Angelo Manzini, avvocato e politico italiano (n. 1842)
- 1911 - Lawrence Feuerbach, pesista e tiratore di fune statunitense (n. 1879)
- 1911 - Heinrich Gogarten, pittore tedesco (n. 1850)
- 1912 - Augusto Peiroleri, diplomatico e politico italiano (n. 1831)
- 1912 - Otto von Walterskirchen, diplomatico e nobile austriaco (n. 1833)
- 1912 - Oscar le Pin, scrittore svizzero (n. 1838)
- 1915 - Adolf Remelé, mineralogista e geologo tedesco (n. 1839)
- 1916 - Antonio Curri, architetto, decoratore e pittore italiano (n. 1848)
- 1917 - Adolf Reinach, filosofo tedesco (n. 1883)
- 1917 - Francesco Rolando, militare italiano (n. 1889)
- 1918 - Johan Henrik Deuntzer, politico danese (n. 1845)
- 1918 - Ludovico de Filippi, marinaio e aviatore italiano (n. 1872)
- 1918 - Albijn Van den Abeele, pittore belga (n. 1835)
- 1919 - Maria Cuțarida-Crătunescu, medico e attivista rumena (n. 1857)
- 1919 - Melanie von Metternich-Winneburg, nobildonna austriaca (n. 1832)
- 1921 - Camillo Filippo Cabutti, pittore italiano (n. 1860)
- 1921 - Giuseppe De Lorenzi, ammiraglio italiano (n. 1868)
- 1921 - Isidor Kaufmann, pittore ungherese (n. 1853)
- 1922 - Max Abraham, fisico e matematico tedesco (n. 1875)
- 1925 - Gerhard Hessenberg, matematico tedesco (n. 1874)
- 1925 - Carolina Michaëlis de Vasconcellos, filologa, critica letteraria e lessicografa prussiana (n. 1851)
- 1927 - Tiger Flowers, pugile statunitense (n. 1895)
- 1928 - Leopoldo Mauroner, militare e politico italiano (n. 1836)
- 1928 - George Foster Platt, regista statunitense (n. 1866)
- 1930 - Saverio Fausto De Dominicis, pedagogista italiano (n. 1845)
- 1930 - William James Topley, fotografo canadese (n. 1845)
- 1931 - Joshua Millner, tiratore a segno britannico (n. 1847)
- 1932 - Hermanis Matisons, scacchista e compositore di scacchi lettone (n. 1894)
- 1933 - Stefano Cardu, marinaio, viaggiatore e disegnatore italiano (n. 1849)
- 1933 - Emma Ciardi, pittrice italiana (n. 1879)
- 1933 - Pasquale Grippo, politico italiano (n. 1845)
- 1933 - Kyrillos III, arcivescovo ortodosso e politico cipriota (n. 1859)
- 1934 - Angelo Carminati, imprenditore, diplomatico e politico italiano (n. 1856)
- 1934 - Alice Liddell, britannica (n. 1852)
- 1934 - Carl von Linde, ingegnere tedesco (n. 1842)
- 1934 - Georgi Todorov, generale bulgaro (n. 1858)
- 1936 - Louis-Joseph Maurin, cardinale e arcivescovo cattolico francese (n. 1859)
- 1937 - Italo Casini, bobbista italiano (n. 1892)
- 1937 - Giorgio Donato d'Assia-Darmstadt, principe tedesco (n. 1906)
- 1937 - Cecilia di Grecia, principessa greca (n. 1911)
- 1937 - Ermete Stella, musicista italiano (n. 1855)
- 1937 - Eleonora di Solms-Hohensolms-Lich, principessa tedesca (n. 1871)
- 1939 - Enrico di Borbone-Parma, nobile italiano (n. 1873)
- 1939 - Helena Swanwick, pacifista inglese (n. 1864)
- 1940 - Albert Engström, disegnatore e scrittore svedese (n. 1869)
- 1940 - Aldo Fiorini, militare italiano (n. 1916)
- 1940 - Heinz Reichert, librettista austriaco (n. 1877)
- 1941 - Eduard Ellmann-Eelma, calciatore estone (n. 1902)
- 1941 - Miina Härma, compositrice sovietica (n. 1864)
- 1941 - Gabriele Reuter, scrittrice tedesca (n. 1859)
- 1942 - Joseph Schmidt, tenore e attore austro-ungarico (n. 1904)
- 1943 - Pietro Cavezzale, militare italiano (n. 1922)
- 1943 - Anton Gustafsson, tiratore di fune svedese (n. 1877)
- 1943 - William Horwood, generale e poliziotto britannico (n. 1868)
- 1943 - Ján Nálepka, ufficiale e partigiano slovacco (n. 1912)
- 1943 - Corrado Spagnolo, ufficiale italiano (n. 1922)
- 1944 - Giovanni Appiani, magistrato e politico italiano (n. 1865)
- 1944 - Antonio Danieli, partigiano italiano (n. 1926)
- 1944 - Carlo Gallina, militare e calciatore italiano (n. 1895)
- 1944 - Antonio Longhini, aviatore italiano (n. 1918)
- 1944 - Charles Marion, cavaliere francese (n. 1887)
- 1944 - Giuseppe Morelli, dirigente d'azienda, avvocato e politico italiano (n. 1879)
- 1945 - Sigurður Eggerz, politico islandese (n. 1875)
- 1945 - Ildebrando Goiran, ammiraglio italiano (n. 1882)
- 1945 - Gesualdo Libertini Pluchinotta, politico italiano (n. 1860)
- 1945 - Theodor Vahlen, matematico austriaco (n. 1869)
- 1946 - Giovanni Anfossi, pianista e compositore italiano (n. 1864)
- 1947 - Giuseppe Volpi, nobile, imprenditore e politico italiano (n. 1877)
- 1949 - Dionigi Scano, architetto, saggista e politico italiano (n. 1867)
- 1950 - Ercolano Marini, arcivescovo cattolico, teologo e scrittore italiano (n. 1866)
- 1951 - Wilmer Cave Wright, filologa classica britannica (n. 1868)
- 1952 - Ciro Berardi, attore cinematografico italiano (n. 1895)
- 1952 - Georges Berger, ginnasta francese (n. 1897)
- 1952 - Solomija Krušel'nyc'ka, cantante lirica ucraina (n. 1872)
- 1952 - Auguste Marchais, maratoneta francese (n. 1872)
- 1952 - Charles Maurras, giornalista, saggista e politico francese (n. 1868)
- 1952 - Jesús Piñero, politico portoricano (n. 1897)
- 1953 - Jenő Bayer, calciatore ungherese (n. 1878)
- 1953 - Gigi Damiani, anarchico e giornalista italiano (n. 1876)
- 1955 - Marinus van Rekum, tiratore di fune olandese (n. 1884)
- 1955 - Hans Heinrich Suter, calciatore, arbitro di calcio e dirigente sportivo svizzero (n. 1878)
- 1956 - Cassa Darghiè, militare etiope (n. 1881)
- 1956 - Garibaldo Fattori, fantino italiano (n. 1889)
- 1956 - Juan Federico Ponce Vaides, politico guatemalteco (n. 1889)
- 1956 - Robert Wartenberg, neurologo bielorusso (n. 1887)
- 1957 - Jens Jensen, calciatore danese (n. 1890)
- 1957 - József Palotás, lottatore ungherese (n. 1911)
- 1958 - Samuel Hopkins Adams, scrittore statunitense (n. 1871)
- 1958 - Umberto Pierantoni, zoologo italiano (n. 1876)
- 1958 - Nicola Turchi, presbitero, storico e traduttore italiano (n. 1882)
- 1959 - Georg Brunner, hockeista su prato tedesco (n. 1897)
- 1959 - Oskar Naegeli, dermatologo e scacchista svizzero (n. 1885)
- 1960 - Andy Clark, attore statunitense (n. 1903)
- 1960 - Clark Gable, attore statunitense (n. 1901)
- 1960 - Kornél Oszlányi, generale ungherese (n. 1893)
- 1960 - Fiorenzo Tomea, pittore italiano (n. 1910)
- 1961 - Carlo Bonomi, scultore e pittore italiano (n. 1880)
- 1961 - Henry Hawtrey, mezzofondista britannico (n. 1882)
- 1961 - Sam Rayburn, politico statunitense (n. 1882)
- 1961 - Luther Reed, sceneggiatore e regista statunitense (n. 1888)
- 1963 - Carlo Buti, cantante e attore italiano (n. 1902)
- 1963 - Carlo Cardazzo, editore, collezionista d'arte e mercante d'arte italiano (n. 1908)
- 1963 - Pedro Landeta, religioso spagnolo (n. 1887)
- 1964 - John Emery, attore statunitense (n. 1905)
- 1965 - Lansdell Christie, imprenditore e filantropo statunitense (n. 1903)
- 1965 - William Thomas Cosgrave, politico irlandese (n. 1880)
- 1965 - Erik Heinrichs, generale finlandese (n. 1890)
- 1965 - Giuseppe Romano, calciatore e allenatore di calcio italiano (n. 1918)
- 1966 - Alfred Neuland, sollevatore estone (n. 1895)
- 1966 - Menotti Pertici, pittore italiano (n. 1904)
- 1966 - Antonio Tani, arcivescovo cattolico italiano (n. 1888)
- 1967 - Phil Boyd, canottiere canadese (n. 1876)
- 1968 - Augustin Bea, cardinale, arcivescovo cattolico e biblista tedesco (n. 1881)
- 1968 - Carl Bertilsson, ginnasta svedese (n. 1889)
- 1968 - Riccardo Galeazzi Lisi, medico italiano (n. 1891)
- 1968 - Vicente Lombardo Toledano, politico messicano (n. 1894)
- 1969 - Maria Letizia Celli, attrice italiana (n. 1892)
- 1969 - Alfredo Vignale, imprenditore italiano (n. 1913)
- 1970 - Luis Jiménez de Asúa, giurista, diplomatico e politico spagnolo (n. 1889)
- 1971 - Lucien Chopard, entomologo francese (n. 1885)
- 1971 - Bruno Cicognani, scrittore e drammaturgo italiano (n. 1879)
- 1971 - William Culbertson III, biblista e vescovo anglicano statunitense (n. 1905)
- 1971 - Giuseppe Magliano, politico e avvocato italiano (n. 1883)
- 1971 - Stratos Pagioumtzis, cantante greco (n. 1904)
- 1971 - Edie Sedgwick, modella e attrice statunitense (n. 1943)
- 1971 - Arne Tollbom, schermidore svedese (n. 1911)
- 1972 - Béla Goldoványi, velocista ungherese (n. 1925)
- 1972 - Vera Karalli, ballerina russa (n. 1889)
- 1972 - Roddy McEachrane, calciatore scozzese (n. 1878)
- 1972 - Ferdinando Rubino, cantante italiano (n. 1893)
- 1973 - Amedeo Escobar, compositore e musicista italiano (n. 1888)
- 1973 - Lorenzo Fernández, calciatore uruguaiano (n. 1900)
- 1973 - Alfredo Ghierra, calciatore uruguaiano (n. 1894)
- 1973 - Mario Villa, matematico italiano (n. 1907)
- 1973 - Alan Watts, filosofo e oratore britannico (n. 1915)
- 1974 - Walther Meissner, fisico tedesco (n. 1882)
- 1975 - Agustín Pagola Gómez, calciatore sovietico (n. 1922)
- 1975 - János Kmetty, pittore ungherese (n. 1889)
- 1975 - Karel Opočenský, scacchista cecoslovacco (n. 1892)
- 1976 - Gina Gennai, poetessa italiana (n. 1887)
- 1976 - Niwa Kawamoto, supercentenaria giapponese (n. 1863)
- 1976 - Giacomo Macchi, militare e aviatore italiano (n. 1886)
- 1976 - Vincent Massari, politico, editore e giornalista italiano (n. 1898)
- 1976 - Federico Seneca, pubblicitario, disegnatore e grafico italiano (n. 1891)
- 1977 - Roberts Blūmentāls, calciatore lettone (n. 1906)
- 1977 - Yale Boss, attore statunitense (n. 1899)
- 1977 - Charlotte Grimaldi, nobile (n. 1898)
- 1978 - Claude Dauphin, attore francese (n. 1903)
- 1979 - Nicola Basile, politico e scrittore italiano (n. 1883)
- 1979 - Giuseppe Valentini, presbitero, missionario e storico italiano (n. 1900)
- 1980 - Boris Aronson, scenografo russo (n. 1898)
- 1980 - Nikolaus Biewer, calciatore tedesco (n. 1922)
- 1980 - Mario Salmi, storico dell'arte e critico d'arte italiano (n. 1889)
- 1981 - Jolanda Benvenuti, montatrice italiana (n. 1908)
- 1981 - Morgan Conway, attore statunitense (n. 1903)
- 1981 - Andrea Lavezzolo, fumettista, scrittore e giornalista italiano (n. 1905)
- 1982 - Pavel Sergeevič Aleksandrov, matematico sovietico (n. 1896)
- 1982 - Arthur Askey, attore e comico britannico (n. 1900)
- 1982 - Al Haig, pianista statunitense (n. 1924)
- 1982 - Paolo Perilli, ingegnere e architetto italiano (n. 1904)
- 1983 - Janete Clair, autrice televisiva, sceneggiatrice e drammaturga brasiliana (n. 1925)
- 1983 - Dora Gabe, poetessa e scrittrice bulgara (n. 1888)
- 1983 - Aleksej Guryšev, hockeista su ghiaccio sovietico (n. 1925)
- 1983 - Leone Jacovacci, pugile italiano (n. 1902)
- 1983 - Enzo Mainardi, poeta e pittore italiano (n. 1898)
- 1984 - Murray Alper, attore statunitense (n. 1904)
- 1984 - Pierre Dalle Nogare, romanziere e poeta francese (n. 1934)
- 1984 - Vic Dickenson, trombonista statunitense (n. 1906)
- 1984 - Leonard Rose, violoncellista statunitense (n. 1918)
- 1985 - Ludwig Bertele, ingegnere tedesco (n. 1900)
- 1985 - Léon Lampo, cestista belga (n. 1923)
- 1985 - Omayra Sánchez, colombiana (n. 1972)
- 1985 - John Sparkman, politico, avvocato e giurista statunitense (n. 1899)
- 1986 - Vito Kubilus, cestista e allenatore di pallacanestro statunitense (n. 1914)
- 1986 - Siobhán McKenna, attrice irlandese (n. 1922)
- 1987 - Jim Currie, cestista statunitense (n. 1916)
- 1987 - Terrence Des Pres, scrittore statunitense (n. 1939)
- 1987 - Jānis Škincs, calciatore lettone (n. 1911)
- 1988 - Nicola Cilento, storico e medievista italiano (n. 1914)
- 1988 - Mario La Cava, scrittore italiano (n. 1908)
- 1988 - Orsolya Petró, cestista ungherese (n. 1940)
- 1988 - Antonio Torrisi, politico italiano (n. 1927)
- 1989 - Ignacio Ellacuría, gesuita, filosofo e teologo spagnolo (n. 1930)
- 1989 - Kārlis Karsons, calciatore lettone (n. 1906)
- 1989 - Ignacio Martín-Baró, gesuita, psicologo e insegnante spagnolo (n. 1942)
- 1989 - Marie Uchytilová, scultrice ceca (n. 1924)
- 1990 - Pierre Braunberger, produttore cinematografico francese (n. 1905)
- 1990 - Dmitrij Vladimirovič Skobel'cyn, fisico sovietico (n. 1892)
- 1991 - Ciccio Franco, politico, sindacalista e attivista italiano (n. 1930)
- 1991 - Sergio Liberovici, etnomusicologo e compositore italiano (n. 1930)
- 1991 - Gustav Wetterström, calciatore svedese (n. 1911)
- 1992 - Phyllis Harding, nuotatrice britannica (n. 1907)
- 1992 - Max Huber, grafico, designer e docente svizzero (n. 1919)
- 1992 - Sun Mingjing, regista cinese (n. 1911)
- 1993 - Enrico Carboni, avvocato e politico italiano (n. 1906)
- 1993 - Tomàs Garcés, poeta e traduttore spagnolo (n. 1901)
- 1993 - Lorenzo Hierrezuelo, compositore, cantante e chitarrista cubano (n. 1907)
- 1993 - Ludovica Koch, germanista e traduttrice italiana (n. 1941)
- 1993 - Lucia Poppová, soprano slovacco (n. 1939)
- 1994 - Edvard Kozynkevyč, calciatore sovietico (n. 1949)
- 1994 - Pilade Luchetti, allenatore di calcio e calciatore italiano (n. 1907)
- 1994 - Chet Powers, cantautore statunitense (n. 1937)
- 1995 - Nino Casiglio, scrittore e educatore italiano (n. 1921)
- 1995 - Charles Gordone, drammaturgo e attore statunitense (n. 1925)
- 1996 - Dondinho, calciatore brasiliano (n. 1917)
- 1996 - Vasil Spasov, allenatore di calcio e calciatore bulgaro (n. 1919)
- 1997 - Sergio Borlenghi, cestista italiano (n. 1955)
- 1997 - Georges Marchais, politico francese (n. 1920)
- 1997 - George Petrie, attore statunitense (n. 1912)
- 1997 - Veselin Temkov, cestista e allenatore di pallacanestro bulgaro (n. 1916)
- 1998 - J. D. Sumner, basso statunitense (n. 1924)
- 1999 - Daniel Nathans, biologo statunitense (n. 1928)
- 1999 - Henri Padou, nuotatore francese (n. 1928)
- 2000 - DJ Screw, rapper statunitense (n. 1971)
- 2000 - Joe C., rapper statunitense (n. 1974)
- 2000 - Ahmet Kaya, cantautore curdo (n. 1957)
- 2000 - Irmantas Stumbrys, calciatore lituano (n. 1972)

## XXI secolo(129)
- 2001 - Muhammad Atef, terrorista egiziano (n. 1944)
- 2001 - Corrado Contin, calciatore italiano (n. 1922)
- 2001 - Tommy Flanagan, pianista statunitense (n. 1930)
- 2002 - Ernesto Di Fresco, imprenditore e politico italiano (n. 1929)
- 2002 - Tom Farris, giocatore di football americano statunitense (n. 1920)
- 2002 - Kolë Jakova, poeta, drammaturgo e romanziere albanese (n. 1915)
- 2002 - Sima Milovanov, calciatore jugoslavo (n. 1923)
- 2002 - Frank Smithies, matematico britannico (n. 1912)
- 2002 - Justy Specker, cestista francese (n. 1919)
- 2002 - Ľudovít Venutti, calciatore slovacco (n. 1920)
- 2003 - Fernanda Bullano, velocista italiana (n. 1914)
- 2003 - Elena Lagorara, ginnasta italiana (n. 1939)
- 2003 - Gianfranco Mascii, pittore e illustratore italiano (n. 1926)
- 2003 - Carlo Parlati, scultore, pittore e incisore italiano (n. 1934)
- 2003 - Carlo Ramous, scultore e pittore italiano (n. 1926)
- 2004 - Massimo Freccia, direttore d'orchestra italiano (n. 1906)
- 2004 - Charlie Fuller, calciatore inglese (n. 1919)
- 2004 - Mario Gariboldi, generale italiano (n. 1920)
- 2005 - Ralph Edwards, conduttore televisivo e attore statunitense (n. 1913)
- 2005 - Evelina Gori, attrice italiana (n. 1909)
- 2005 - Paul Noel, cestista statunitense (n. 1924)
- 2005 - Roger Ridley, cantante e chitarrista statunitense (n. 1948)
- 2005 - Henry Taube, chimico canadese (n. 1915)
- 2005 - Donald Watson, attivista britannico (n. 1910)
- 2006 - Ernest Day, direttore della fotografia e regista inglese (n. 1927)
- 2006 - Milton Friedman, economista statunitense (n. 1912)
- 2006 - Eustace Lycett, effettista statunitense (n. 1914)
- 2006 - Evdokija Rjabuškina, cestista sovietica (n. 1913)
- 2006 - Flo Sandon's, cantante italiana (n. 1924)
- 2007 - Renato Adinolfi, scacchista italiano (n. 1929)
- 2007 - Angelo Marcello Anile, matematico e fisico italiano (n. 1948)
- 2007 - Benito Balducci, pittore italiano (n. 1923)
- 2007 - Javier Escalza, calciatore spagnolo (n. 1951)
- 2007 - Gene H. Golub, matematico e informatico statunitense (n. 1932)
- 2007 - Pierre Granier-Deferre, regista e sceneggiatore francese (n. 1927)
- 2007 - Grethe Kausland, cantante e attrice norvegese (n. 1947)
- 2008 - Kees Aarts, calciatore olandese (n. 1941)
- 2008 - Margherita Isnardi Parente, filologa classica italiana (n. 1928)
- 2008 - Aleksej Ovčinnikov, calciatore sovietico (n. 1950)
- 2008 - Arnoldo Penzkofer, cestista paraguaiano (n. 1959)
- 2009 - Marcello Gavio, imprenditore italiano (n. 1932)
- 2009 - Sergej Leonidovič Magnitskij, avvocato russo (n. 1972)
- 2009 - Ignacio Pérez, calciatore colombiano (n. 1934)
- 2009 - Edward Woodward, attore britannico (n. 1930)
- 2010 - Britton Chance, velista e chimico statunitense (n. 1913)
- 2010 - Roberto Risso, attore svizzero (n. 1925)
- 2010 - Domenico Segreto, politico italiano (n. 1922)
- 2010 - Giorgio Visconti, calciatore e allenatore di calcio italiano (n. 1928)
- 2010 - Wong Tin-Lam, regista, attore e sceneggiatore cinese (n. 1928)
- 2012 - Peter Berghaus, numismatico tedesco (n. 1919)
- 2012 - Leo Blair, avvocato e docente britannico (n. 1923)
- 2012 - Patrick Edlinger, arrampicatore francese (n. 1960)
- 2012 - Mario Fantoni, fumettista italiano (n. 1926)
- 2012 - Gino Marotta, pittore e scultore italiano (n. 1935)
- 2012 - Hubert Meyer, militare tedesco (n. 1913)
- 2013 - Arne Pedersen, calciatore norvegese (n. 1931)
- 2013 - William Ward, IV conte di Dudley, nobile scozzese (n. 1920)
- 2014 - Javier Azagra Labiano, vescovo cattolico spagnolo (n. 1923)
- 2014 - Giuseppe Barbati, fumettista italiano (n. 1966)
- 2014 - Reynaldo Creagh, cantante cubano (n. 1918)
- 2014 - Babak Ghorbani, lottatore iraniano (n. 1989)
- 2014 - Peter Kassig, attivista e militare statunitense (n. 1988)
- 2014 - Kim Ja-ok, attrice sudcoreana (n. 1951)
- 2014 - Esther M. Conwell, fisica e chimica statunitense (n. 1922)
- 2014 - Antonino Meli, magistrato italiano (n. 1920)
- 2014 - Serge Moscovici, psicologo e sociologo rumeno (n. 1925)
- 2014 - Marco Pellegri, architetto, giornalista e storico dell'arte italiano (n. 1921)
- 2014 - Carl Sanders, politico e avvocato statunitense (n. 1925)
- 2014 - José Luis Viejo, ciclista su strada spagnolo (n. 1949)
- 2015 - Alberto Agazzani, critico d'arte e critico musicale italiano (n. 1967)
- 2015 - David Canary, attore statunitense (n. 1938)
- 2015 - Ricardo Ferrero, calciatore argentino (n. 1955)
- 2015 - Nando Gazzolo, attore e doppiatore italiano (n. 1928)
- 2015 - Doug Gresham, cestista canadese (n. 1929)
- 2015 - Vincenzo Mungari, avvocato, politico e dirigente pubblico italiano (n. 1934)
- 2015 - Bert Olmstead, hockeista su ghiaccio canadese (n. 1926)
- 2015 - Gianni Sbarra, scenografo italiano (n. 1929)
- 2016 - Len Allchurch, calciatore gallese (n. 1933)
- 2016 - Jay Forrester, ingegnere elettrotecnico e informatico statunitense (n. 1918)
- 2016 - Melvin Laird, politico e saggista statunitense (n. 1922)
- 2016 - Enno Penno, politico e diplomatico estone (n. 1930)
- 2016 - Daniel Prodan, calciatore rumeno (n. 1972)
- 2017 - Mario Andrione, politico italiano (n. 1932)
- 2017 - Teresita Castillo, veggente filippina (n. 1927)
- 2017 - Camilo Cerviño, calciatore argentino (n. 1928)
- 2017 - John Gambino, mafioso italiano (n. 1940)
- 2017 - Adalberto Giazotto, fisico italiano (n. 1940)
- 2017 - Robert Hirsch, attore francese (n. 1925)
- 2017 - René Latourelle, presbitero e teologo canadese (n. 1918)
- 2017 - Gianluca Mattioli, arbitro di pallacanestro italiano (n. 1967)
- 2017 - Dik Mik, tastierista inglese (n. 1943)
- 2017 - Hiromi Tsuru, attrice e doppiatrice giapponese (n. 1960)
- 2017 - Ann Wedgeworth, attrice statunitense (n. 1934)
- 2018 - Giacomo Del Gratta, calciatore italiano (n. 1935)
- 2018 - Pablo Ferro, disegnatore e regista cubano (n. 1935)
- 2018 - William Goldman, scrittore, drammaturgo e sceneggiatore statunitense (n. 1931)
- 2018 - Flemming Nielsen, calciatore danese (n. 1934)
- 2018 - Bunny Sterling, pugile giamaicano (n. 1948)
- 2018 - Federico Zanolla, calciatore italiano (n. 1924)
- 2019 - Vittorio Inzaina, cantante italiano (n. 1942)
- 2020 - Manlio Armellini, giornalista, editore e manager italiano (n. 1937)
- 2020 - Dairon Blanco, calciatore cubano (n. 1992)
- 2020 - Antōnīs Geōrgiadīs, allenatore di calcio e calciatore greco (n. 1933)
- 2020 - Henryk Roman Gulbinowicz, cardinale e arcivescovo cattolico polacco (n. 1923)
- 2020 - David Hemblen, attore e doppiatore britannico (n. 1941)
- 2020 - Isa Stoppi, supermodella italiana (n. 1946)
- 2020 - Bruce Swedien, produttore discografico statunitense (n. 1934)
- 2020 - Walid al-Mouallem, politico siriano (n. 1941)
- 2021 - Brian Clark, drammaturgo e sceneggiatore britannico (n. 1932)
- 2021 - Ferenc Czvikovszky, schermidore ungherese (n. 1932)
- 2022 - Nicki Aycox, attrice statunitense (n. 1975)
- 2022 - Sergio Calzavara, calciatore italiano (n. 1927)
- 2022 - Robert Clary, attore francese (n. 1926)
- 2022 - Mike Macaluso, cestista statunitense (n. 1951)
- 2022 - Isabel Salgado, pallavolista e giocatrice di beach volley brasiliana (n. 1960)
- 2023 - Jan Bruin, cestista e allenatore di pallacanestro olandese (n. 1937)
- 2023 - Aurelio Buletti, poeta, scrittore e traduttore svizzero (n. 1946)
- 2023 - Albert Burger, sciatore alpino e allenatore di sci alpino tedesco (n. 1955)
- 2023 - Antonia Susan Byatt, scrittrice e critica letteraria britannica (n. 1936)
- 2023 - Michael Chapdelaine, chitarrista e insegnante statunitense (n. 1956)
- 2023 - Johnny Green, cestista statunitense (n. 1933)
- 2023 - Fernando Jara, calciatore cileno (n. 1930)
- 2023 - Pete Solley, tastierista, compositore e produttore discografico britannico (n. 1948)
- 2024 - Giuseppe Grassotti, allenatore di calcio italiano (n. 1938)
- 2024 - Pino Iacino, politico italiano (n. 1935)
- 2024 - Hamid Merakchi, calciatore e allenatore di calcio algerino (n. 1976)
- 2024 - Vladimir Škljarov, ballerino russo (n. 1985)
- 2024 - Svetlana Svetličnaja, attrice sovietica (n. 1940)
- 2024 - Giuliano Tullio, scenografo italiano (n. 1939)